# Adenauerallee 208 (Bonn)

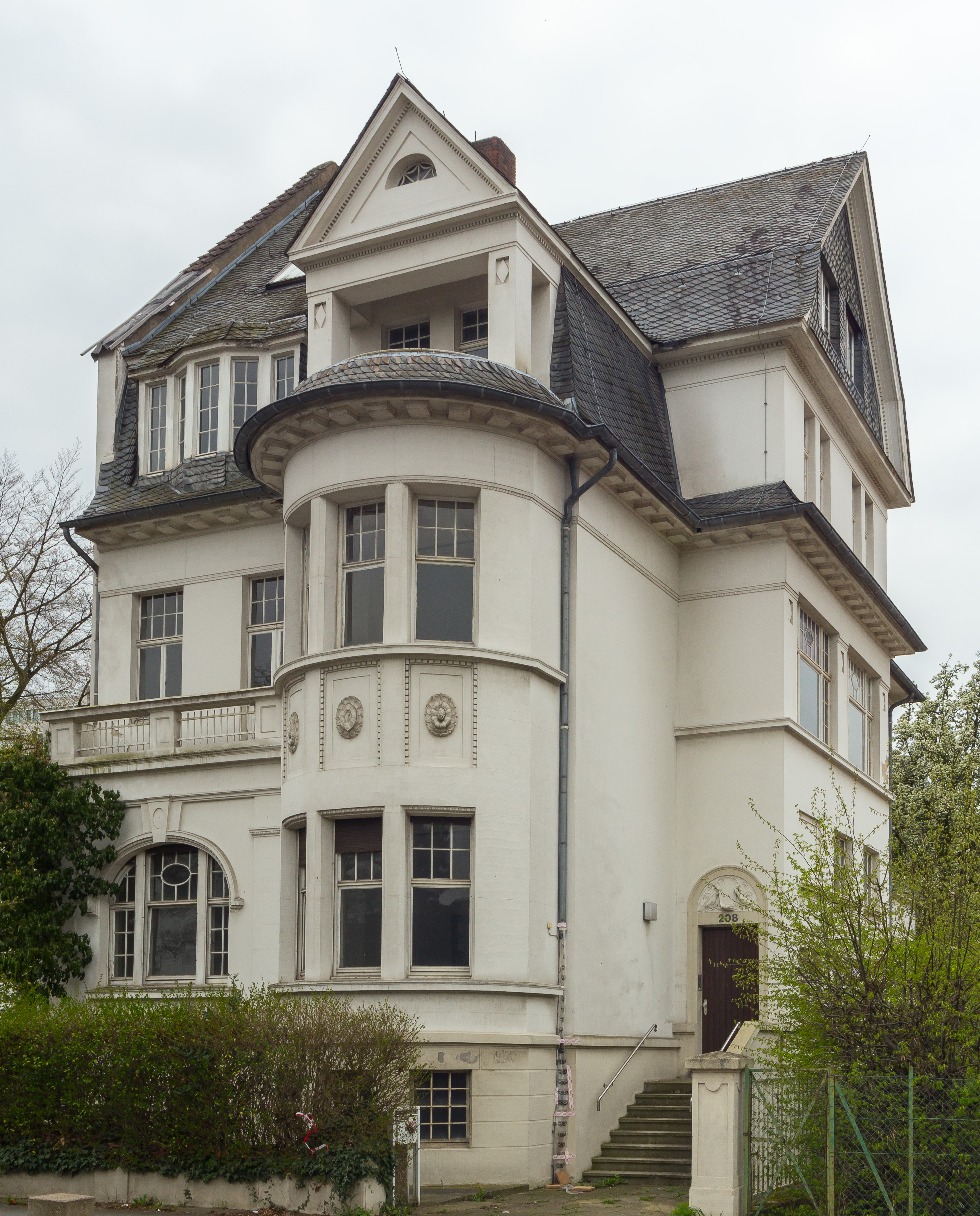
Villa Adenauerallee 208 (2013)

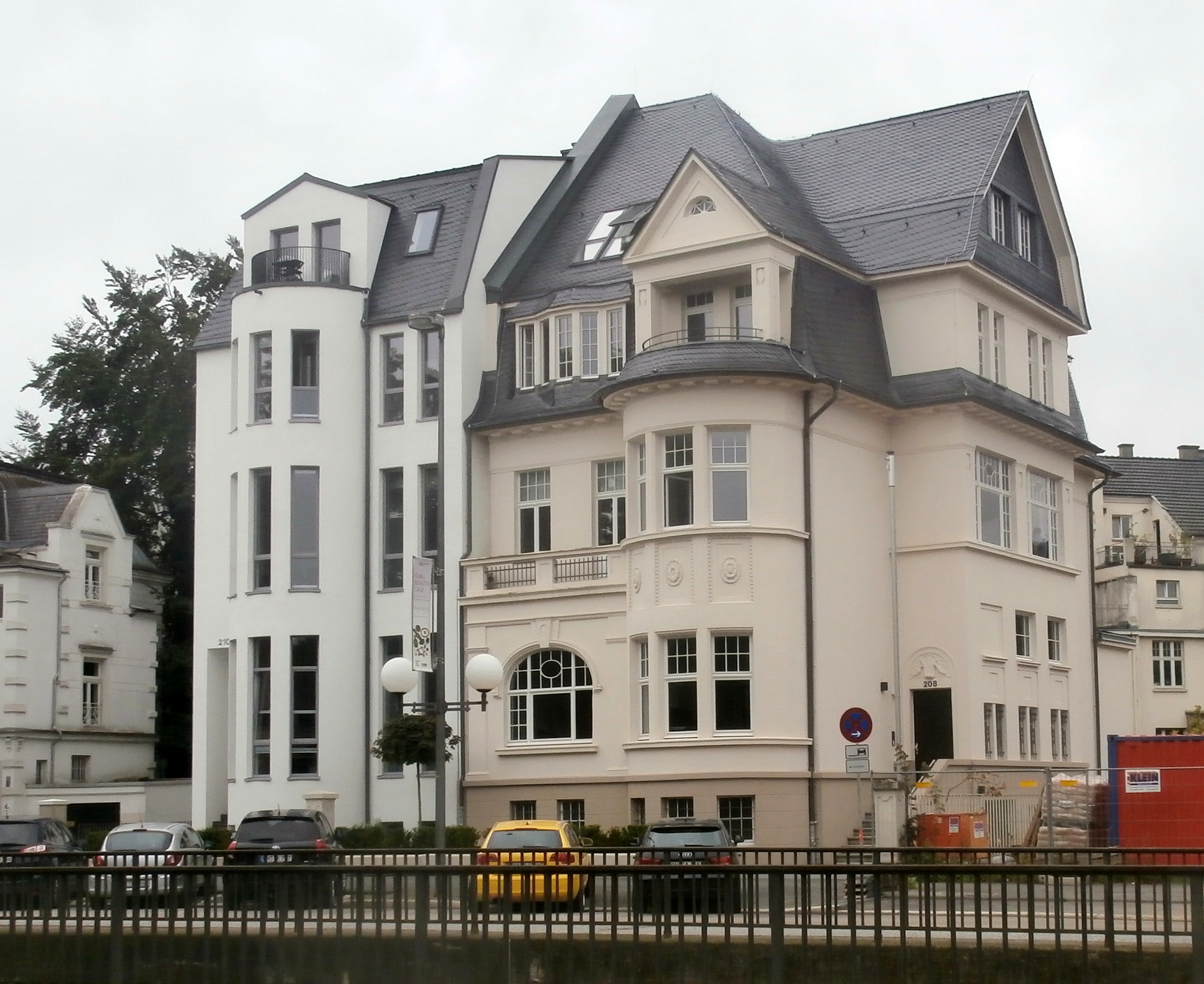
Villa mit Neubau von 2014/15

Das Haus Adenauerallee 208 ist eine Villa im Bonner Ortsteil Gronau, die 1913 errichtet und 2014/15 um einen Anbau (Adenauerallee 210) ergänzt wurde. Sie liegt an der Westseite der Adenauerallee (B 9) gegenüber dem Palais Schaumburg. Die Villa steht als Baudenkmal unter Denkmalschutz.

## Geschichte
Die Villa entstand für den Bauherrn Jean Finig nach Plänen des Bonner Architekten Hermann Schmitt (1855–1940). Sie sollte ursprünglich als Halbvilla eine Hälfte eines geplanten Doppelhauses bilden, dessen andere Hälfte nicht mehr ausgeführt wurde. Der Bauantrag datiert vom 19. Juni 1913.
Nachdem Bonn 1949 Regierungssitz der Bundesrepublik Deutschland wurde, befand sich die Villa inmitten des neuen Parlaments- und Regierungsviertels. 1958 erwarb der Bundestagsabgeordnete Hermann Mathias Görgen das Anwesen. 1961 ging die Villa für 200.000 DM in den Besitz des Bundes über. Sie beherbergte einen Teil des Presse- und Informationsamts der Bundesregierung mit 26 Mitarbeitern (Stand: 1974) und später einen Teil der Verwaltung des Deutschen Bundestages, bis dieser im Sommer 1999 im Zuge der Verlegung des Parlaments- und Regierungssitzes nach Berlin umzog. Seitdem war die Liegenschaft leerstehend und wurde, nachdem Bemühungen um ihre Nutzung durch eine in Bonn angesiedelte internationale Organisation fehlschlugen, um 2007 vom Bund verkauft. Von 2014 bis 2015 wurde die Villa für eine Büronutzung umfassend saniert und linksseitig angrenzend ein Neubau (Adenauerallee 210) erstellt, der sich in Form und Gestaltung an dem vorhandenen Gebäude orientiert. Seit Januar 2016 gehört das Gebäude zur vormals bereits in der südlich benachbarten Villa beheimateten Zentrale des Internationalen Paralympischen Komitees (IPC), das hier etwa 30 Mitarbeiter untergebracht hat.
Die Eintragung der Villa in die Denkmalliste der Stadt Bonn erfolgte am 30. April 1986.

## Architektur
Die Villa ist ein zweigeschossiger Putzbau mit Mansarddach und hohem Sockelgeschoss. Die rechte Fassadenachse besitzt einen zweigeschossigen, polygonalen Standerker – geschmückt mit stilisierten Blumenrosetten – und ein darüberliegendes Zwerchhaus. Ein seitlicher risalitartiger Bauteil mit ausgebautem Zwerchhaus und hohem geschwungenen Giebel nimmt den Eingang auf. Das Gebäude verfügt über eine Nutzfläche von 600 Quadratmetern.